# Robert J. Richards
Robert J. Richards – amerykański filozof i historyk. Specjalizuje się w historii biologii i psychologii oraz w filozofii historii.
Uzyskał tytuł doktora w zakresie filozofii na St. Louis University w 1971 i w zakresie historii na University of Chicago w 1978, gdzie wykłada.
Publikował artykuły na łamach „Biology and Philosophy”, „Biological Theory” i „Journal of the History of the Behavioral Sciences”.
Żonaty (żona Barbara).

## Książki
- Darwin and the Emergence of Evolutionary Theories of Mind and Behavior (1987)
- The Meaning of Evolution: the Morphological Construction and Ideological Reconstruction of Darwin’s Theory (1992)
- The Romantic Conception of Life: Science and Philosophy in the Age of Goethe (2002)
- The Tragic Sense of Life: Ernst Haeckel and the Struggle over Evolutionary Thought (2008)